# Hradiště (zámek, okres Klatovy)
Hradiště je tvrz přestavěná na zámek ve stejnojmenné vesnici u Kolince v okrese Klatovy. Tvrz založená ve čtrnáctém století sloužila jako panské sídlo malého statku. Byla několikrát přestavěna a dochovaná podoba je výsledkem pozdně barokní přestavby z konce osmnáctého století. Zámek je od roku 1964 chráněn jako kulturní památka.

## Historie
První písemná zmínka o tvrzi v Hradišti pochází z roku 1383. Vesnice tehdy byla rozdělena na dvě části, z nichž jednu vlastnil Protiva z Kvasejovic. V patnáctém století ji získali Běšinové z Běšin, kterým patřila až do roku 1614, kdy se majitelem stal Jan Karel Bernklau ze Schönreithu. Jeho postupně vystřídali Jan Jaroslav Dlouhoveský z Dlouhé Vsi v roce 1652, Jan Jindřich Schottbergerovi roku 1683 a ještě téhož roku Adam Ferdinand Khek ze Schwarzbachu.
Od roku 1704 Hradiště patřilo Kocům z Dobrše, které vystřídal Antonín Leopold Vidršpergár a v letech 1768–1801 Bedřich z Elvenichu, jenž nechal starou tvrz přestavět na pozdně barokní zámek. Bedřichovým potomkům statek patřil až do roku 1828, kdy ho získali Kleistové a připojili jej k mlázovskému panství. Do konce druhé světové války se na zámku vystřídalo několik dalších majitelů a ve druhé polovině dvacátého století budovu využíval národní podnik Armabeton jako rekreační středisko.

## Stavební podoba
Jednopatrová zámecká budova má obdélný půdorys a mansardovou střechu. Průčelí zdůrazňuje středový rizalit, ve kterém se nachází barokní portál se zvlněným záklenkem. K památkově chráněnému areálu patří také park s ohradní zdí a šesti pilířovými branami.